# Passage de la Main-d'Or
Passage de la Main-d'Or är en passage i Quartier Sainte-Marguerite i Paris elfte arrondissement. Passagen är uppkallad efter en krogskylt som visade en gyllene hand. Passage de la Main-d'Or börjar vid Rue du Faubourg-Saint-Antoine 131 och slutar vid Rue du Faubourg-Saint-Antoine 58.

## Bilder
| - Gatuskylt. - Passage de la Main d'Or. - Relief vid nr 8 på Passage de la Main d'Or, vilken avbildar en ebenist i arbete. |

## Omgivningar
- Cour du Saint-Esprit
- Sainte-Marguerite de Paris
- Saint-Antoine-des-Quinze-Vingts
- Passage Rauch
- Passage de la Bonne-Graine
- Passage Saint-Bernard

## Kommunikationer
- Tunnelbana – linje  – Ledru-Rollin
- Busshållplats Crozatier – Paris bussnät, linje 86

### Webbkällor
- ”Passage de la Main-d'Or”. Mairie de Paris. https://web.archive.org/web/20160303185547/http://www.v2asp.paris.fr/commun/v2asp/v2/nomenclature_voies/Voieactu/5847.nom.htm. Läst 2 mars 2023.
- ”Passage de la Main-d'Or (11ème arrondissement)”. Les rues de Paris. http://www.parisrues.com/rues11/paris-11-passage-de-la-main-d-or.html. Läst 2 mars 2023.